# نايف هزازي (لاعب كرة قدم مواليد 1992)
نايف عبد الله هزازي، لاعب كرة قدم وسط الملعب سعودي، يلعب في نادي الرائد ومنتخب السعودية لكرة القدم.

## مسيرة اللاعب
لعب سابقاً في نادي القادسية.

## روابط خارجية
- نايف هزازي (مواليد 1992) على موقع قاعدة بيانات كرة القدم.إي يو (الإنجليزية)
- نايف هزازي (مواليد 1992) على موقع Soccerway.com (الإنجليزية)
- نايف هزازي (مواليد 1992) على موقع كووورة